# Aschersoniodoxa pilosa
Aschersoniodoxa pilosa är en korsblommig växtart som beskrevs av Al-shehbaz. Aschersoniodoxa pilosa ingår i släktet Aschersoniodoxa och familjen korsblommiga växter. Inga underarter finns listade i Catalogue of Life.